# Guillaume Denière
Guillaume Denière, né Guillaume Deninger le 22 mai 1815 à Paris et mort dans la même ville le 20 novembre 1901, est un bronzier, manufacturier et banquier français.

## Biographie
Fils de Jean-François Deninger (dit Denière) (1775-1866), fabricant de bronze parisien, qui réalisa notamment le carrosse de sacre de Charles X et propriétaire de l’hôtel de Retz (9, rue d'Orléans), Guillaume Denière est l’élève d’Aimé Chenavard et d'Henri Labrouste.
Il succède à son père à la tête de la maison Denière, importante maison parisienne de bronzes et d’orfèvrerie, employant alors 400 ouvriers et fournisseur de Louis-Philippe et de la haute bourgeoisie.
Collaborant notamment avec les artistes Albert-Ernest Carrier-Belleuse et Louis-Constant Sévin, il exécute entre autres plusieurs pendules pour le palais des Tuileries (1852), un spectaculaire en bronze pour l’ambassadeur de Russie (1854), des bronzes décoratifs pour le vice-roi d’Égypte Mohamed Saïd Pacha (1862), une garniture de cheminée pour Napoléon III (1867), les grilles de la Salle du Trône pour le roi du Cambodge Norodom Ier.
Régent de la Banque de France de 1866 à 1888 grâce à sa belle-famille, les Callou, il est président du Tribunal de commerce de la Seine et de la Chambre de commerce de Paris de 1867 à 1872, directeur de l’École supérieure de commerce de Paris de 1869 à 1870, ainsi que membre de la commission impériale de l’Exposition universelle de 1867, du conseil supérieur de la Société du Prince Impérial et de la Société internationale des études pratiques d'économie sociale.
Il est le deuxième président de la Société générale, de 1869 à 1886, succédant à Eugène Schneider.
Il est administrateur notamment de la Caisse d'épargne de Paris, du Comptoir d'escompte de Paris et du Crédit foncier colonial.
De 1873 à 1894, il est président de la Compagnie fermière de Vichy. Dans cette ville, il effectue de nombreuses transactions immobilières. Il achète, dans les années 1882-1883, plus de 7 ha de terrain à l'est de la ville de Vichy, où il fait construire un boulevard qu'il donne à la commune de Vichy. Le reste des terrains est revendu par parcelles constructibles (environ 210 parcelles). Le boulevard porte son nom et le quartier correspondant porte le nom de « Denière-Hôpital ».
Il change officiellement de patronyme pour s'appeler Denière par décret du gouvernement de la défense nationale no 469 du 30 décembre 1870. En raison de l’impopularité du prénom Guillaume, dû aux conflits avec l’Allemagne de Guillaume Ier, dans les dernières décennies du XIXe siècle, il se fera appeler Eugène.
Marié en 1844 à Adénaïde Callou, fille de Georges Callou (1794-1875), fondateur de la Compagnie fermière de Vichy, il est le père de Georges William Denière (1850-1882), président de la Compagnie fermière de Vichy, et de Lucy Denière (1855-1935), épouse du peintre Bernard de Gironde (1843-1926).

## Distinctions
- Commandeur de la Légion d'honneur.